# Kari Sorvali
Kari Sorvali (* 26. November 1951 in Pori) ist ein finnischer Schauspieler.

## Leben
Kari Sorvali absolvierte ein Schauspielstudium an der Theaterakademie Helsinki. Sein Filmdebüt gab er in dem 1976 ausgestrahlten Fernsehfilm Päivä Helsingissä und sein Leinwanddebüt gab er in der 1978 veröffentlichten und von Jaakko Pakkasvirta inszenierten Filmbiografie Runoilija ja muusa. Seitdem wirkte Sorvali in über 85 Film- und Fernsehproduktionen mit. Er war neben Fernsehserien wie Helppo elämä und Nurses auch in Filmen wie Winterkrieg und Komplizinnen aus Angst zu sehen. Für seine Darstellung des Arvo Ilmari Johannes Kyyrölä in dem Olli Soinio inszenierten Horrorfilm Muttertag II wurde er als Bester Hauptdarsteller mit einem Jussi ausgezeichnet.
Seit 1978 ist Sorvali mit der Schauspielerin Miitta Sorvali verheiratet. Das Paar hat zwei gemeinsame Kinder.

## Filmografie
- 1976: Päivä Helsingissä
- 1978: Runoilija ja muusa
- 1983: 250 Gramm – Das radioaktive Vermächtnis (250 grammaa - radioaktiivinen testamentti)
- 1983: Crime and Punishment (Rikos ja rangaistus)
- 1988: Muttertag II (Kuutamosonaatti)
- 1989: Winterkrieg (Talvisota)
- 1991: Army of Zombies (Kuutamosonaatti 2: Kadunlakaisijat)
- 1997: Sechs in Gefahr (Kuusikko ja kuoleman varjot, Fernsehserie, sechs Folgen)
- 2000: Komplizinnen aus Angst (Pelon maantiede)
- 2009–2011: Helppo elämä (Fernsehserie, 16 Folgen)
- 2017: Nurses (Syke, Fernsehserie, eine Folge)